# Martin Jay

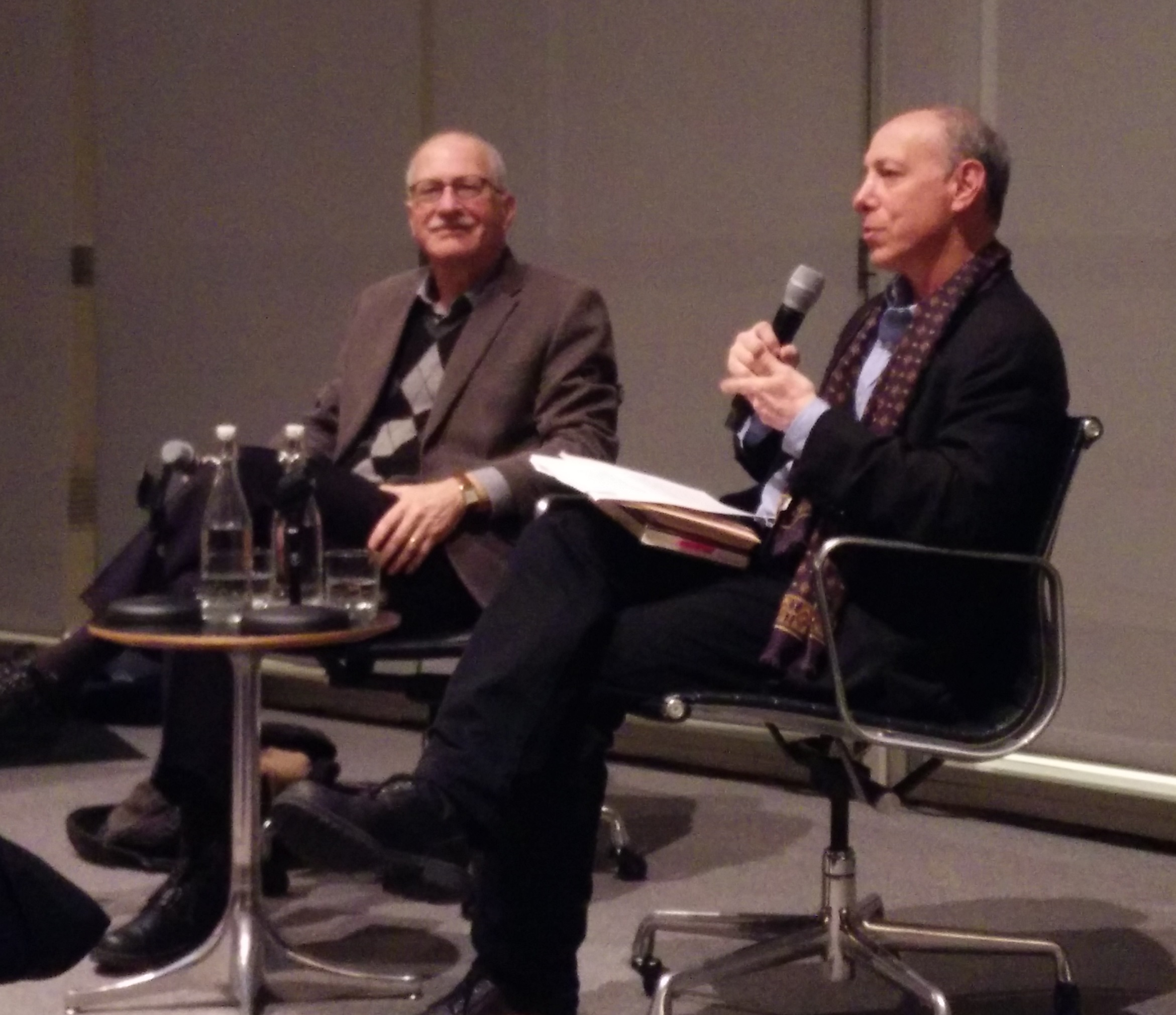
Martin Jay 2016 (links)

Martin Evan Jay  (* 4. Mai 1944 in New York City) ist ein US-amerikanischer Historiker. Er ist Professor für Geschichtswissenschaften an der University of California, Berkeley. Im deutschsprachigen Raum ist Martin Jay bekannt durch das Werk Dialektische Phantasie über die Geschichte der Frankfurter Schule.
Jay erlangte seinen Bachelor 1965 am Union College in Schenectady, New York, und 1971 seinen Doktorgrad an der Harvard University. Die Dissertation wurde in das spätere Werk Dialektische Phantasie eingearbeitet. Dieses Werk hatte großen Einfluss auf die amerikanische Ansichten über die Frankfurter Schule.
Im Jahr 2003 wurde Jay mit dem Wissenschaftspreis der Aby-Warburg-Stiftung ausgezeichnet. In den Jahren 2010/2011 erhielt er die „Berlin Prize Fellowship“ der American Academy in Berlin. Außerdem ist er seit 1996 Mitglied der American Academy of Arts and Sciences, seit 2019 der American Philosophical Society.
Martin Jay ist verheiratet mit der Literaturkritikerin Catherine Gallagher. Er hat eine Tochter und eine Stieftochter.

## Werke
- 1973 The Dialectical Imagination: A History of the Frankfurt School and the Institute of Social Research, 1923-50
  - deutsch: Dialektische Phantasie. Die Geschichte der Frankfurter Schule und des Instituts für Sozialforschung 1923–1950. Fischer, Frankfurt am Main 1976, ISBN 3-10-037101-1
- “The Concept of Totality in Lukács and Adorno”. Telos 32 (Summer 1977). New York: Telos Press.
- 1984 Marxism and Totality: The Adventures of a Concept from Lukács to Habermas
- 1984 Adorno. Fontana Modern Masters.
- 1985 Permanent Exiles: Essays on the Intellectual Migration from Germany to America
- 1988 Fin-de-Siècle Socialism and Other Essays
- 1993 Force Fields: Between Intellectual History and Cultural Criticism
- 1993 Downcast Eyes: The Denigration of Vision in Twentieth-Century French Thought
- 1998 Cultural Semantics: Keywords of the Age
- 2003 Refractions of Violence
- 2004 Songs of Experience: Modern American and European Variations on a Universal Theme
- 2010 The Virtues of Mendacity: On Lying in Politics
- 2011 Essays from the Edge: Parerga and Paralipomena
- 2016 Reason after Its Eclipse: On Late Critical Theory
- 2020 Splinters in Your Eye: Frankfurt School Provocations
- 2023 Immanent Critiques: The Frankfurt School under Pressure